# Strnadovití
Strnadovití (Emberizidae) je široce rozšířená a druhově velmi rozmanitá čeleď řádu pěvců. Ačkoli kdysi zahrnovala podstatně větší množství rodů, současný systém v rámci čeledi Emberizidae hodnotí pouze jediný rod Emberiza. Většina původních rodů spadá do samostatatné velké čeledi Passerellidae, která zahrnuje novosvětské „strnady“ zřejmě blíže nepříbuzné pravým strnadům rodu Emberiza původem ze Starého světa.
Strnadovití jsou malí zavalití ptáci s často nenápadným opeřením a silným, krátkým, zašpičatělým zobákem. Jejich velikost se pohybuje od sotva 10 cm velkých druhů až po druhy dorůstající až 24 cm.[zdroj?] Vyskytují se v široké škále krajin, nejčastěji v lesích, křovinách, močálech a pastvinách. Jejich potrava se skládá zejména ze semen, ale může se v ní objevovat i hmyz, a to převážně během hnízdního období.
Jsou většinou monogamní a staví si dobře skrytá pohárovitá hnízda z trav a jiného rostlinného materiálů. Jejich chování se v mnoha ohledech značně podobá pěnkavovitým, s kterými bylo mnoho druhů v minulosti slučováno.[ujasnit]

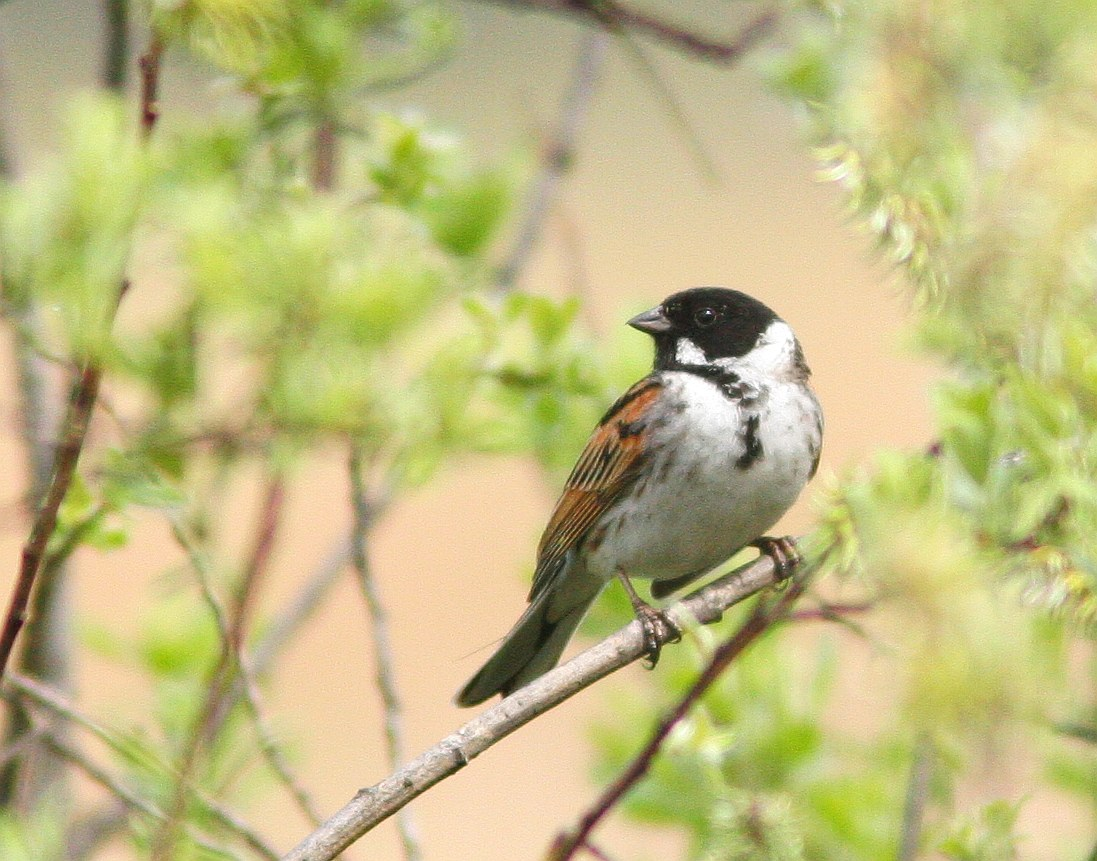
Samec strnada rákosního

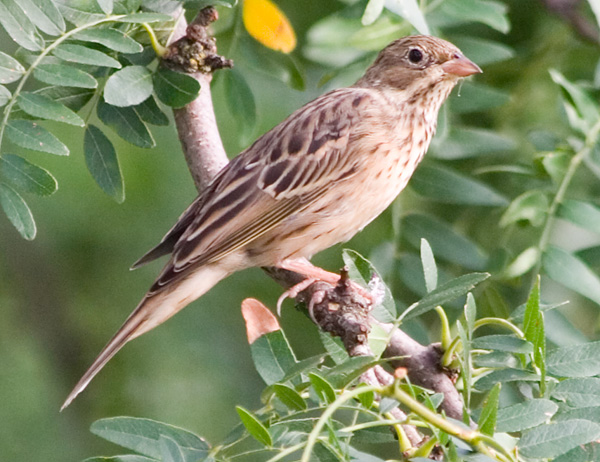
Samice strnada zahradního

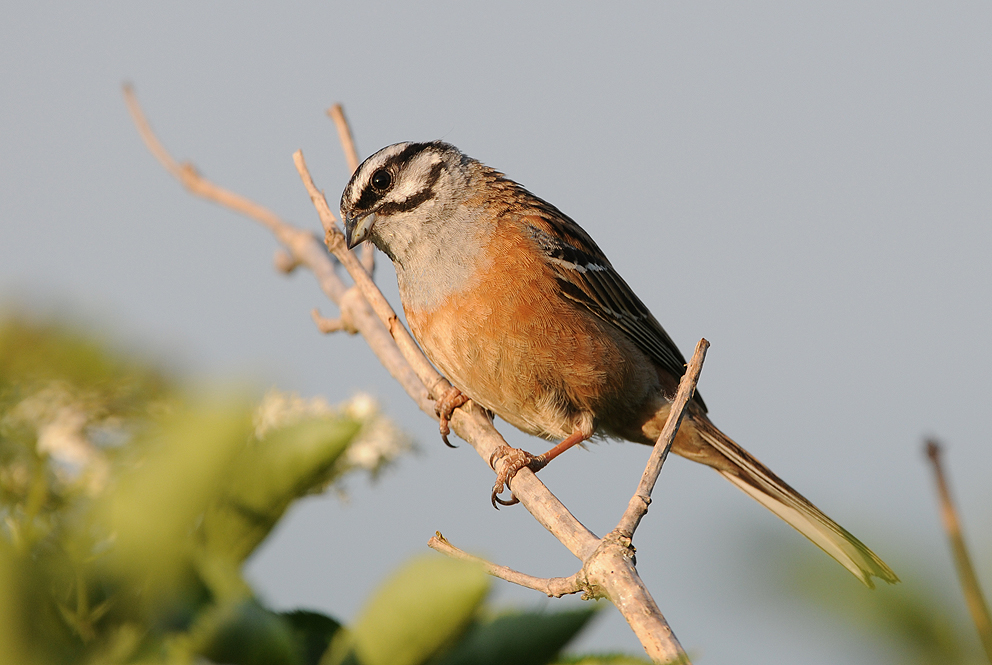
Strnad viničný

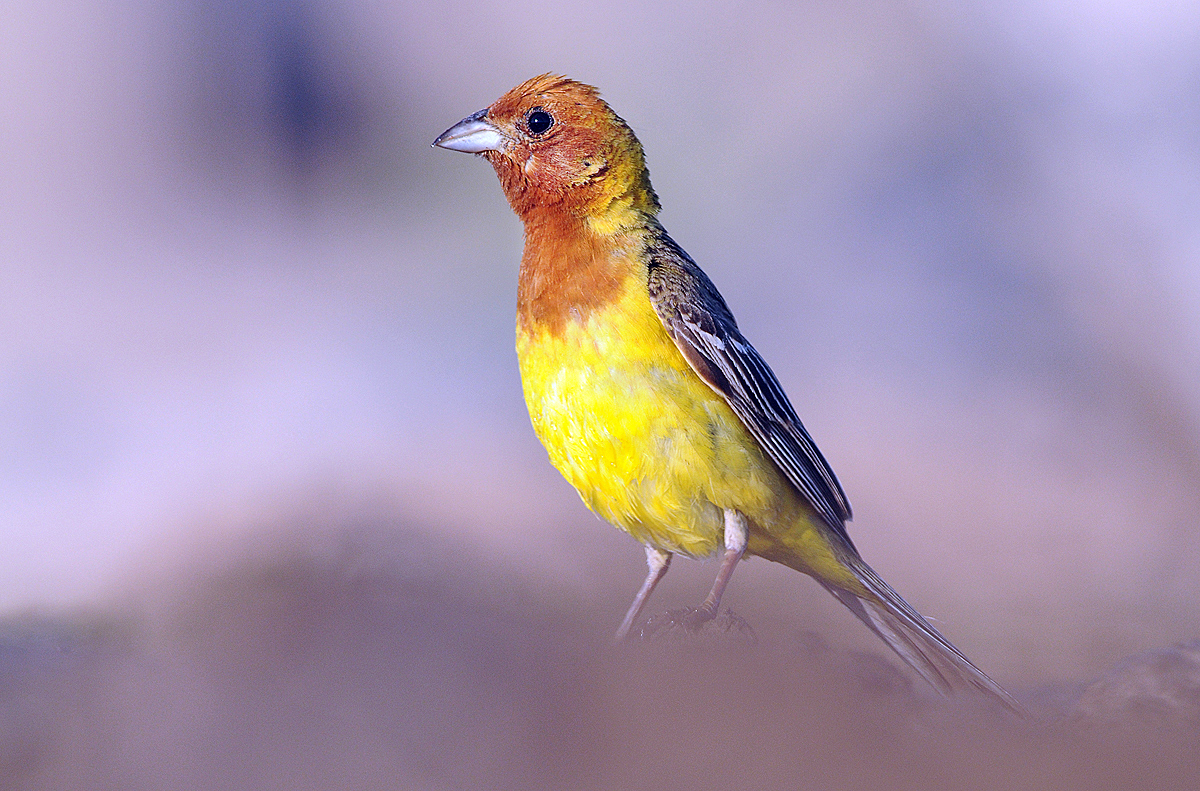
Strnad hnědohlavý